# Alexandre Margarido
Pour les articles homonymes, voir Margarido.
Alexandre Margarido est un footballeur portugais né le 24 décembre 1969 à Paris. Il évoluait au poste d'arrière droit.

## Biographie
Alexandre Margarido joue principalement en faveur du FC Vizela et du club de Varzim.
Au total, il dispute 75 matchs en 1re division portugaise et inscrit 2 buts dans ce championnat.

## Carrière
- 1990-1994 : FC Vizela  Portugal
- 1994-1996 : CS Marítimo  Portugal
- 1996-1997 : Gil Vicente FC  Portugal
- 1997-1999 : FC Paços de Ferreira  Portugal
- 1999-2004 : Varzim SC  Portugal
- 2004-2006 : FC Vizela  Portugal[1]

## Palmarès
- Finaliste de la Coupe du Portugal en 1995 avec le CS Marítimo

## Statistiques
- 75 matchs et 2 buts en 1re division portugaise
- 153 matchs et 17 buts en 2e division portugaise
- 154 matchs et 11 buts en 3e division portugaise